# Camilla Parker Bowles
Camilla Parker Bowles (geboren als Camilla Rosemary Shand) (Londen, 17 juli 1947) is sinds 2022 koningin van het Verenigd Koninkrijk en veertien andere landen van de Commonwealth realms. Zij is de echtgenote van koning Charles III.
De achternaam Parker Bowles verkreeg zij door haar huwelijk met legerofficier Andrew Parker Bowles in 1973.

## Biografie
Ze werd geboren in Londen en is een achterkleinkind van Alice Keppel, de maîtresse van koning Edward VII van het Verenigd Koninkrijk. Ze stamt ook af van de Engelse koning Karel II en diens minnares, Louise de Kérouaille. In 1972 ontmoette ze prins Charles. Omdat hij haar niet ten huwelijk vroeg, trouwde ze met Parker Bowles. Het paar kreeg twee kinderen, Thomas (1974) (van wie koning Charles peetoom is) en Laura (1978).
Prins Charles trouwde in 1981 met Diana Spencer, maar zette de liefdesrelatie met Camilla voort. In 1993 lekte een intiem telefoongesprek tussen de twee uit, een gesprek dat in de Britse pers Camillagate ging heten.
Nadat prins Charles in 1994 publiekelijk toegaf dat hij overspel had gepleegd, scheidde Andrew Parker Bowles in 1995 van Camilla. Hij hertrouwde korte tijd later met zíjn minnares met wie hij al langere tijd een geheime verhouding had. Na het overlijden van Diana werden Charles en Camilla, die elkaar "Fred" en "Gladys" noemden, vaker samen gezien. Zowel koningin Elizabeth II als de Anglicaanse Kerk had echter lange tijd bezwaren tegen een huwelijk.
In de Engelse roddelpers werd Charles' geheime verhouding met Camilla gezien als een van de redenen voor het mislukken van zijn 'sprookjeshuwelijk' met Diana. Na het overlijden van Diana in 1997 bleef Parker Bowles enige tijd uit de openbaarheid.
In 2000 ontmoette Camilla koningin Elizabeth voor het eerst. Na die ontmoeting ging zij bij Charles wonen in Clarence House, maar zat tijdens officiële gelegenheden niet naast hem. Op 10 februari 2005 kondigde het bureau van prins Charles aan dat het stel op 8 april van dat jaar zou trouwen. Vanwege het overlijden van paus Johannes Paulus II werd besloten het huwelijk een dag te verschuiven, naar 9 april 2005. Deze beslissing werd genomen voordat het Vaticaan aankondigde dat op 8 april de bijzetting van de paus in de pontificale grafkelder zou plaatsvinden. Sinds haar huwelijk vervult Camilla verschillende koninklijke taken. Zij is onder andere betrokken bij liefdadigheidswerk.

## Titulatuur
Sinds haar huwelijk met Charles werd Camilla officieel aangeduid als Hare Koninklijke Hoogheid de hertogin van Cornwall (Her Royal Highness The Duchess of Cornwall). Ze noemde zich dus niet prinses van Wales, hoewel ze daar formeel recht op had (Charles droeg zowel de titel prins van Wales als hertog van Cornwall). In Schotland kon ze hertogin van Rothesay worden genoemd, een titel waarvan haar echtgenoot het manlijk equivalent voerde. Bij het huwelijk in 2005 werd gesteld dat het de intentie was dat ze, als Charles koning werd, zou worden aangeduid als Hare Koninklijke Hoogheid de Prinses-Gemalin (Her Royal Highness The Princess Consort), een intentie die overigens in 2018 van de website van Clarence House is verwijderd. In 2020 bevestigde Clarence House dat de intentie van de hertogin niet gewijzigd was. Echter, in 2022 gaf koningin Elizabeth II in een brief ter ere van haar 70-jarig regeringsjubileum aan dat Camilla bij de troonsbestijging van Charles de titel van koningin-gemalin (Engels: Queen consort) zou krijgen.
Charles erfde na de dood van zijn vader op 9 april 2021 de titel Hertog van Edinburgh. Camilla mocht bijgevolg vanaf dat moment ook de titel Hertogin van Edinburgh voeren. Deze titel is nu verdwenen omdat deze is opgegaan in de kroon. Charles heeft als koning deze titel gecreëerd voor zijn broer Edward; aan Edward was de titel beloofd ten tijde van diens huwelijk.
Na het overlijden van koningin Elizabeth op 8 september 2022, waarbij haar oudste zoon de rol van koning kreeg, verwierf Camilla de titel koningin-gemalin. Op 6 mei 2023 werd zij in Westminster Abbey gekroond tot koningin. Vanaf dat moment werd, op verzoek van koning Charles, de toevoeging "gemalin" niet langer gebruikt.

## Erefuncties
De koningin is opgenomen in enkele ridderorden. Ook vervult zij enkele erefuncties en is zij beschermvrouwe van verscheidene culturele en charitatieve instellingen, waaronder een Nederlandse literaire vereniging.
Een selectie:
- 1999: Voorzitter van de National Osteoporosis Society;
- 2007: Koninklijke Familieorde van Elizabeth II van het Verenigd Koninkrijk;
- 2008: Beschermvrouw van het naar P.G. Wodehouse vernoemde genootschap;[7]
- 2012: Grootkruis Koninklijke Orde van Victoria;
- 2012: Companion in de Orde van de Ster van Melanesië;
- 2012: Medaille voor het Diamanten Jubileum van Elizabeth II;
- 2013: Kanselier van de Universiteit van Aberdeen;[8]
- 2022: Ridder in de Orde van de Kousenband.[9]